# Кондарев, Семён Алексеевич
Семён Алексе́евич Ко́ндарев (1923, Елец — 1942, Малоархангельск) — герой-разведчик в годы Великой Отечественной войны, уроженец Ельца.

## Биография
Родился в семье кожевенника и домохозяйки. Учился в елецкой школе № 1, работал токарем в Москве. С началом войны вернулся в Елец.
Вместе с Вилли Огневым, Клавдией Шаталовой и другими елецкими комсомольцами вступил добровольцем в ряды Красной Армии, стал разведчиком. Многократно переходил линию фронта.
В феврале 1942 года при выполнении боевого задания около Малоархангельска (ныне — Орловской области) Кондарев, Огнев и Шаталова были схвачены фашистами и после пыток публично казнены.
Похоронен в братской могиле на кладбище Малоархангельска.

## Увековечение имени

Мемориальная доска, посвящённая Семёну Кондареву (адрес: г. Липецк, Краснознамённая улица, 21)

18 ноября 1966 года Народная улица в Липецке была переименована в улицу Кондарева.
В Липецке установлены две мемориальные доски в честь Семёна Кондарева.
На месте казни Кондарева, Огнева и Шаталовой в Малоархангельске установлена мемориальная плита, а на месте предполагаемого захоронения — памятник в виде стелы с барельефом.